# سیارک ۴۲۷۴۷
سیارک ۴۲۷۴۷ (به انگلیسی: 42747 Fuser، نامگذاری:1998SU10) چهل و دو هزار و هفتصد و چهل و هفتمین سیارک کشف شده‌است که در ۲۱ سپتامبر ۱۹۹۸ کشف شد.